# 彭妮·斯奎布
彭妮·斯奎布（英語：Penny Squibb，1993年2月9日—），澳大利亚女子曲棍球运动员，场上位置是后卫。她曾代表澳大利亚参加2022年英联邦运动会曲棍球比赛，获得一枚银牌。